# Årsta (postort)
Årsta är en postort i Söderort inom Stockholms kommun. Den omfattar stadsdelen Årsta samt viss del av stadsdelen Östberga, som området där Årsta partihallar ligger. Postnumren ligger i serien 120 XX. Serien delas med Hammarby Sjöstad (Södra Hammarbyhamnen), som dock har postadressen Stockholm.

## Historik
Årsta, som började bebyggas på 1940-talet, hade länge postadressen Johanneshov. Detta vidsträckta område delades upp år 1993, och Årsta fick en egen adressort.
Det fanns inom området tre postkontor, Årsta 2, Årsta 3 och Årsta 4 (före 1993 Johanneshov 7, 8 respektive 9), alla nu ersatta av postombud. Inget Årsta 1 inrättades eftersom brevbäringen fortsatt utgick från Johanneshov 1 .